# Списак играчица на првом месту ВТА листе — појединачно
Рангирање тенисерки на ВТА листи је почело 3. новембра 1975. Од тада, 27 тенисерки је било на првом месту листе. Рекордерка са 377 недеља проведених на првом месту је Немица Штефи Граф, док тренутно прво место држи Ига Свјонтек, која је на првој позицији од 4. априла 2022. године.

## Недеље проведене на првом месту
Лева табела показује колико је укупно недеља свака од играчица провела на првом месту.
Десна табела показује колико су узастопних недеља играчице провеле на првом месту (гледа се најбољи резултат у каријери).
|     | Тренутно на првом месту 1. август 2022.                             |
| (1) | Из ког је наврата играчица постигла наведени број узастопних недеља |
|     | Активне играчице                                                    |

| Ранг | Играч                 | Укупан број недеља |
| ---- | --------------------- | ------------------ |
| 1.   | Штефи Граф            | 377                |
| 2.   | Мартина Навратилова   | 332                |
| 3.   | Серена Вилијамс       | 319                |
| 4.   | Крис Еверт            | 260                |
| 5.   | Мартина Хингис        | 209                |
| 6.   | Моника Селеш          | 178                |
| 7.   | Ешли Барти            | 121                |
| 8.   | Жистин Енен           | 117                |
| 9.   | Линдси Давенпорт      | 98                 |
| 10.  | Каролина Возњацки     | 71                 |
| 11.  | Симона Халеп          | 64                 |
| 12.  | Викторија Азаренка    | 51                 |
| 13.  | Амели Моресмо         | 39                 |
| 14.  | Анџелик Кербер        | 34                 |
| 15.  | Динара Сафина         | 26                 |
| 16.  | Наоми Осака           | 25                 |
| 17.  | Марија Шарапова       | 21                 |
| 17.  | Трејси Остин          | 21                 |
| 19.  | Ким Клајстерс         | 20                 |
| 20.  | Ига Свјонтек          | 18                 |
| 21.  | Јелена Јанковић       | 18                 |
| 22.  | Џенифер Капријати     | 17                 |
| 23.  | Ана Ивановић          | 12                 |
| 24.  | Аранча Санчез Викарио | 12                 |
| 25.  | Винус Вилијамс        | 11                 |
| 26.  | Каролина Плишкова     | 8                  |
| 27.  | Гарбиње Мугуруза      | 4                  |
| 28.  | Ивон Гулагонг         | 2                  |

| Ранг | Играч                   | Узастопних недеља |
| ---- | ----------------------- | ----------------- |
| 1.   | Штефи Граф (1)          | 186               |
| 2.   | Серена Вилијамс (6)     | 186               |
| 3.   | Мартина Навратилова (7) | 156               |
| 4.   | Крис Еверт (2)          | 113               |
| 5.   | Моника Селеш (3)        | 91                |
| 6.   | Мартина Навратилова (9) | 90                |
| 7.   | Штефи Граф (4)          | 87                |
| 8.   | Мартина Хингис (1)      | 80                |
| 9.   | Крис Еверт (6)          | 76                |
| 10.  | Мартина Хингис (5)      | 73                |
| 11.  | Моника Селеш (4)        | 64                |
| 12.  | Жестин Енан (4)         | 61                |
| 13.  | Серена Вилијамс (1)     | 57                |
| 14.  | Серена Вилијамс (5)     | 49                |
| 15.  | Жестин Енан (2)         | 44                |
| 16.  | Линдси Давенпорт (6)    | 44                |
| 17.  | Мартина Хингис (3)      | 34                |
| 18.  | Амели Моресмо (2)       | 34                |

Мартина Навратилова и Крис Еверт деле рекорд по броју долазака на врх. Обе су се по девет пута попеле на прво место.